# Trierischer Volksfreund
Der Trierische Volksfreund ist eine Tageszeitung aus Trier. Im Volksmund wird die Zeitung häufig als „Volksfreund“ bezeichnet. Sie ist Teil der Saarbrücker Zeitungsgruppe um die Saarbrücker Zeitung. Die verkaufte Auflage beträgt 53.364 Exemplare, ein Minus von 46,7 Prozent seit 1998.
Der herausgebende Verlag Trierischer Volksfreund Medienhaus GmbH ist ein 100-prozentiges Tochterunternehmen der Saarbrücker Zeitung Medienhaus GmbH, die wiederum mit 56 Prozent mehrheitlich der Rheinischen Post Mediengruppe gehört. Die Zeitung wird seit 2021 nicht mehr in Trier, sondern zusammen mit den Ausgaben der Saarbrücker Zeitung im fast 100 km entfernten Saarbrücken gedruckt.

## Geschichte
Die Zeitung wurde 1875 von Nikolaus Koch und Nikolaus Philippi gegründet. Ursprünglich als Trierisches Anzeigenblatt verlegt, erschien die Zeitung zunächst dreimal wöchentlich, später dann täglich. Am 25. September 1878 erschien die Zeitung erstmals unter dem Titel Trierischer Volksfreund, ab 1903 sogar zweimal täglich. Sie stand politisch der Zentrumspartei nahe.
Am 30. April 1938 wurde das Blatt von den Nationalsozialisten verboten (siehe Schriftleitergesetz). Ab 1946 wurde die Zeitung wieder neu aufgelegt, zunächst unter dem Titel Trierische Volkszeitung, seit 1949 aber wieder unter dem noch heute bestehenden Titel.
Seitdem die Trierische Landeszeitung ihren Betrieb 1974 eingestellt hat, ist der „TV“ die einzige Tageszeitung im Bereich des ehemaligen Regierungsbezirkes Trier. Im Jahr 2003 erhielt die Zeitung den Lokaljournalistenpreis der Konrad-Adenauer-Stiftung. Chefredakteur ist seit dem 1. Oktober 2017 Thomas Roth.
Im Juli 2014 nahm der Verlag eine neue Druckmaschine, eine Rotationsoffsetmaschine Typ Cortina der KBA (Koenig & Bauer) in Betrieb.

## Verlag
Verlegt wird die Zeitung seit 1. Januar 2013 von der Rheinische Post Mediengruppe, die über die Saarbrücker Zeitung Medienhaus GmbH die Mehrheit übernommen hat. Zuvor gehörte das Blatt zur Verlagsgruppe Georg von Holtzbrinck, die seit 1974 eine 15-Prozent-Beteiligung am Trierischen Volksfreund gehalten hatte. Nach dem Tod der Verlegerin Luise Koch 1993 kamen die Gesellschaftsanteile des Unternehmens schließlich ganz zur Saarbrücker Zeitung Medienhaus GmbH, an dem die Holtzbrinck-Gruppe einen Mehrheitsanteil von 52,33 Prozent hielt. Dieser Anteil wurde im Laufe des Jahres 2012 an den Mitgesellschafter GSB übertragen und anschließend an die Rheinische Post Mediengruppe verkauft. 
Redaktionell und operativ wird der Volksfreund dennoch selbstständig weitergeführt. Die Zeitung besitzt weiterhin eine Vollredaktion, bezieht aber auch Berichte und Kommentare der Berliner Hauptstadtredaktion von der zur Saarbrücker Zeitungsgruppe gehörenden Berliner Medienservice GmbH (BMS) und deren News Pool, dessen Redaktion bei der Saarbrücker Zeitung in Saarbrücken angesiedelt ist.
Seit 1996 hält der „TV“ außerdem Anteile am lokalen Anzeigenblatt Wochenspiegel. Das Bundeskartellamt hat von diesem Erwerb im Rahmen eines anderen Verfahrens im Sommer 2004 Kenntnis erlangt und ein Fusionskontrollverfahren eingeleitet. Der Zusammenschluss habe zur Verstärkung der marktbeherrschenden Stellung der Volksfreund-Druckerei auf dem regionalen Anzeigenmarkt – dem Gesamtverbreitungsgebiet des Trierischen Volksfreunds – geführt und damit auch zur Absicherung dieser Stellung auf dem relevanten Lesermarkt. Das Bundeskartellamt hat den Zusammenschluss zwischen der damals zum Holtzbrinck-Konzern gehörenden Volksfreund-Druckerei Nikolaus Koch GmbH und der Wochenspiegel GmbH & Co. KG daher im Mai 2005 untersagt.

## Auflage
Der Trierische Volksfreund  hat wie die meisten deutschen Tageszeitungen in den vergangenen Jahren an Auflage eingebüßt. Die verkaufte Auflage ist in den vergangenen 10 Jahren um durchschnittlich 4,6 % pro Jahr gesunken. Im vergangenen Jahr hat sie um 5 % abgenommen. Sie beträgt gegenwärtig 53.364 Exemplare. Der Anteil der Abonnements an der verkauften Auflage liegt bei 93,9 Prozent.
| 1998   | 1999   | 2000   | 2001   | 2002   | 2003   | 2004   | 2005  | 2006  | 2007  | 2008  | 2009  | 2010  | 2011  | 2012  | 2013  | 2014  | 2015  | 2016  | 2017  | 2018  | 2019  | 2020  | 2021  | 2022  | 2023  | 2024  |
| ------ | ------ | ------ | ------ | ------ | ------ | ------ | ----- | ----- | ----- | ----- | ----- | ----- | ----- | ----- | ----- | ----- | ----- | ----- | ----- | ----- | ----- | ----- | ----- | ----- | ----- | ----- |
| 100052 | 100722 | 101862 | 100762 | 100498 | 100730 | 100228 | 97970 | 97156 | 94603 | 93523 | 92561 | 91758 | 90520 | 89327 | 87271 | 85354 | 82356 | 79356 | 75490 | 71287 | 67718 | 65431 | 62754 | 59820 | 56161 | 53364 |

## Ausgaben
Seit Januar 2019 erscheinen fünf verschiedene Lokalausgaben mit einer verkauften Gesamtauflage von 53.364 Stück:
- Zeitung für Trier und das Trierer Land
- Zeitung für Konz, Saarburg und Hochwald
- Zeitung für Bitburg-Prüm
- Zeitung für die Vulkaneifel
- Zeitung für Bernkastel-Wittlich

## Chefredakteure
- 1991–1994: Norbert Kohler †
- 1994–2009: Walter W. Weber †
- 2009–2017: Isabell Funk
- seit 2017:  Thomas Roth